# Liste des mémoriaux et cimetières militaires de la Marne
La liste des mémoriaux et cimetières militaires du département de la Marne répertorie les cimetières militaires, les mémoriaux ainsi que les stèles, plaques commémoratives et autres monuments qui honorent la mémoire des morts aux combats, des victimes de bombardements ou d’exactions de l'ennemi ainsi que celle de personnels de santé, de chefs militaires ou politiques pendant :
- les guerres de la Révolution française
- la guerre franco-allemande de 1870 ;
- la Première Guerre mondiale ;
- la Seconde Guerre mondiale ;
- les guerres coloniales (guerre d'Indochine, guerre d'Algérie, combats du Maroc et de Tunisie).

Les lieux sont classés par conflit, par nationalité (pour la Première Guerre mondiale) et par commune.

## Guerres de la Révolution française
| Commune | cimetières et monuments commémoratifs                                  | illustration |
| ------- | ---------------------------------------------------------------------- | ------------ |
| Valmy   | Moulin de Valmy                                                        |              |
| Valmy   | Monument à Kellermann et aux défenseurs de la Patrie 20 septembre 1792 |              |
| Valmy   | Monument à Kellermann                                                  |              |
| Valmy   | Monument à Francisco de Miranda                                        |              |

## Guerres du Premier Empire
| Commune    | cimetières et monuments commémoratifs   | illustration |
| ---------- | --------------------------------------- | ------------ |
| Reims      | Bataille de Reims de 1814               |              |
| Reims      | Monument à la bataille de Reims de 1814 |              |
| Reims      | Monument à la bataille de Reims de 1814 |              |
| Tinqueux   | Bataille de Reims de 1814               |              |
| Montmirail | Bataille de Montmirail                  |              |

## Guerre de 1870-1871
| Commune                    | cimetières et monuments commémoratifs | illustration |
| -------------------------- | --- | ------------ |
| Châlons-en-Champagne       | Monument aux morts 1870-1871 Gloria Victis copie de l’œuvre d'Antonin Mercié (1891), situé place de la Libération. |              |
| Châlons-en-Champagne       | Cimetière de l'Est, Monument aux morts 1870-1871 « À la mémoire des militaires de la garnison de Châlons morts sous les drapeaux » et « Aux Châlonnais morts pour la Patrie et qui dorment leur dernier sommeil loin du foyer natal ». Monument élevé en 1894 par le Souvenir français |              |
| Châlons-en-Champagne       | Cimetière de l'Ouest : - Monument au-dessus de la sépulture collective rassemblant les corps des militaires et gardes mobiles français de la guerre franco-prussienne 1870-1871 morts à Châlons-sur-Marne. Monument élevé en 1884-1886. - Monument allemand à Gustav Schmidt et 172 autres militaires tombés pendant la guerre franco-prussienne. - Monument commémoratif « À la mémoire de quatre citoyens français [...] victimes d'une inique condamnation de la part de l'ennemi et fusillés à Châlons le 22 janvier 1871 ». Monument inauguré le 22 janvier 1891. |              |
| Châlons-en-Champagne       | Cimetière du Sud : Monument À la mémoire des victimes militaires et civiles de toutes les guerres, sous forme de colonne. |              |
| Passavant-en-Argonne       | Monument au « massacre des mobiles de la Marne » inscrit à l'inventaire des Monuments historiques. |              |
| Pontfaverger-Moronvilliers | Monument au « massacre des mobiles de la Marne » inscrit à l'inventaire des Monuments historiques. |              |
| Reims                      | Cimetière du Nord, le monument Augé, colonne dont la localisation est parfois attribuée à Cormontreuil. |              |
| Reims                      | Cimetière du Nord, Mémorial 1870 allemands |              |
| Vertus                     | Monument aux morts 1870-1871 |              |

## Première Guerre mondiale (1914-1918)

### Cimetières militaires et monuments allemands
| Commune   | cimetières et monuments commémoratifs  | illustration |
| --------- | -------------------------------------- | ------------ |
| Aubérive  | Cimetière militaire allemand           |              |
| Berru     | Cimetière militaire allemand           |              |
| Bligny    | Cimetière militaire allemand de Bligny |              |
| Connantre | Cimetière militaire allemand           |              |
| Dormans   | Cimetière militaire allemand           |              |
| Loivre    | Cimetière militaire allemand de Loivre |              |
| Marfaux   | Cimetière militaire allemand           |              |

### Cimetières militaires et monuments américains, italiens, polonais et russes
| Commune                | cimetières et monuments commémoratifs                                           | illustration |
| ---------------------- | ------------------------------------------------------------------------------- | ------------ |
| Aubérive               | Cimetière militaire polonais du Bois du Puits                                   |              |
| Chambrecy              | Cimetière militaire italien de Bligny                                           |              |
| Saint-Hilaire-le-Grand | Cimetière militaire russe de Saint-Hilaire-le-Grand Inscrit MH (1989, Chapelle) |              |
| Sommepy-Tahure         | Monument américain du Blanc Mont                                                |              |

### Cimetières militaires et monuments britanniques
| Commune            | cimetières et monuments commémoratifs                 | illustration |
| ------------------ | ----------------------------------------------------- | ------------ |
| Bouilly            | Cimetière militaire britannique de Bouilly            |              |
| Chambrecy          | Cimetière militaire britannique de Chambrecy          |              |
| Courmas            | Cimetière britannique de Courmas                      |              |
| Hermonville        | Hermonville Military Cemetery                         |              |
| Jonchery-sur-Vesle | Cimetière militaire britannique de Jonchery-sur-Vesle |              |
| Marfaux            | Cimetière militaire britannique                       |              |
| Marfaux            | Mémorial néo-zélandais                                |              |

### Cimetières militaires et monuments français[2]
| Commune                         | cimetières et monuments commémoratifs                                                                                  | illustration |
| ------------------------------- | --- | ------------ |
| Aubérive                        | Monument « Aux héros du 103e R.I. »                                                                                    |              |
| Aubérive                        | Nécropole nationale d'Aubérive                                                                                         |              |
| Beine-Nauroy                    | Chapelle commémorative du village détruit de Nauroy                                                                    |              |
| Bligny                          | Nécropole nationale de Bligny                                                                                          |              |
| Châlons-en-Champagne            | Nécropole nationale de Châlons-en-Champagne                                                                            |              |
| Châtillon-sur-Marne             | Nécropole nationale Le-Port-à-Binson                                                                                   |              |
| La Cheppe                       | Nécropole nationale du Mont-Frenet                                                                                     |              |
| Cormicy                         | Nécropole nationale de Cormicy                                                                                         |              |
| Cormicy                         | Monument à la 69e division d'infanterie                                                                                |              |
| Courdemanges                    | Monument « Aux combattants du Mont Morêt 8, 9, 10 septembre 1914 »                                                     |              |
| Courgivaux                      | Nécropole nationale |              |
| Dormans                         | Mémorial des batailles de la Marne                                                                                     |              |
| Dormans                         | Nécropole nationale de Dormans                                                                                         |              |
| Fère-Champenoise                | Nécropole nationale |              |
| Florent-en-Argonne              | Nécropole nationale |              |
| Hermonville                     | Nécropole nationale du Luxembourg                                                                                      |              |
| Jonchery-sur-Suippe             | Nécropole nationale |              |
| Massiges                        | Monument « à la mémoire des marsouins et de tous les combattants de la Main de Massiges et de ses environs 1914-1918 » |              |
| Massiges                        | Main de Massiges : stèle à la mémoire du 22e régiment d'infanterie coloniale                                           |              |
| Maurupt-le-Montois              | Nécropole nationale de Maurupt-le-Montois                                                                              |              |
| Minaucourt-le-Mesnil-lès-Hurlus | Nécropole nationale du Pont-du-Marson                                                                                  |              |
| Mondement-Montgivroux           | Monument national de la Victoire de la Marne Classé MH (1991)                                                          |              |
| Mourmelon-le-Grand              | Nécropole nationale de Mourmelon-le-Grand                                                                              |              |
| Mourmelon-le-Petit              | Nécropole nationale de Mourmelon-le-Petit                                                                              |              |
| Pargny-sur-Saulx                | Nécropole nationale de Pargny-sur-Saulx                                                                                |              |
| Puisieulx                       | Monument-ossuaire de la ferme d’Alger (fort de la Pompelle)                                                            |              |
| Reims                           | Monument aux héros de l'Armée noire                                                                                    |              |
| Reims                           | Monument aux infirmières                                                                                               |              |
| Reims                           | Monument aux morts de Reims                                                                                            |              |
| Saint-Jean-sur-Tourbe           | Nécropole nationale |              |
| Saint-Thomas-en-Argonne         | Nécropole nationale de Saint-Thomas-en-Argonne                                                                         |              |
| Sainte-Marie-à-Py               | Monument « Aux Morts des Armées de Champagne » (Ferme de Navarin) Inscrit MH (1994)                                    |              |
| Sainte-Menehould                | Nécropole nationale de Sainte-Menehould                                                                                |              |
| Sept-Saulx                      | Nécropole nationale de Sept-Saulx                                                                                      |              |
| Sillery                         | Nécropole nationale de Sillery                                                                                         |              |
| Soizy-aux-Bois                  | Nécropole nationale (monument et ossuaire)                                                                             |              |
| Somme-Suippe                    | Nécropole nationale |              |
| Sommepy-Tahure                  | Nécropole nationale de Sommepy-Tahure                                                                                  |              |
| Souain-Perthes-lès-Hurlus       | Monument ossuaire de la Légion étrangère                                                                               |              |
| Souain-Perthes-lès-Hurlus       | Nécropole nationale de La Crouée                                                                                       |              |
| Souain-Perthes-lès-Hurlus       | Nécropole nationale La ferme des Wacques                                                                               |              |
| Souain-Perthes-lès-Hurlus       | Nécropole nationale de la 280e Brigade                                                                                 |              |
| Souain-Perthes-lès-Hurlus       | Nécropole nationale de l'Opéra                                                                                         |              |
| Suippes                         | Monument : « À la mémoire des caporaux de Souain » (morts pour l'exemple)                                              |              |
| Suippes                         | Nécropole nationale de la Ferme de Suippes                                                                             |              |
| Suippes                         | Nécropole nationale de Suippes-Ville                                                                                   |              |
| Vienne-le-Château               | Nécropole nationale de La Harazée                                                                                      |              |
| Vienne-le-Château               | Ossuaire de La Gruerie                                                                                                 |              |
| Villers-Marmery                 | Nécropole nationale |              |
| Vitry-le-François               | Nécropole nationale de Vitry-le-François                                                                               |              |

## Seconde Guerre mondiale
| Commune                  | cimetières et monuments commémoratifs                                                                                    | illustration |
| ------------------------ | --- | ------------ |
| Beine-Nauroy             | Stèle à la mémoire de Charles Pehu et Raymond Lerond, F.F.I du groupe de Verzenay tombés le 29 août 1944.                |              |
| Châlons-en-Champagne     | Centre de mémoire (ancien siège de la Gestapo)                                                                           |              |
| Châlons-en-Champagne     | Monument commémoratif, victimes du bombardement du 27 avril 1944                                                         |              |
| Châlons-en-Champagne     | Stèle de la Libération.                                                                                                  |              |
| Épernay                  | Monument aux martyrs de la Résistance.                                                                                   |              |
| L'Epine                  | Stèle de la Butte des fusillés                                                                                           |              |
| Fère-Champenoise         | Nécropole nationale de Fère-Champenoise.                                                                                 |              |
| Fismes                   | Monument des déportés ou Monument aux morts sans-croix.                                                                  |              |
| Harréville-les-Chanteurs | Stèle au 12e régiment de tirailleurs sénégalais.                                                                         |              |
| Reims                    | Monument aux martyrs de la Résistance et de la Déportation                                                               |              |
| Saint-Thomas-en-Argonne  | Nécropole nationale de Saint-Thomas-en-Argonne                                                                           |              |
| Sainte-Menehould         | Nécropole nationale de Sainte-Menehould                                                                                  |              |
| Suippes                  | Nécropole nationale de la Ferme de Suippes                                                                               |              |
| Tilloy-et-Bellay         | Monument à la mémoire du 2e régiment de tirailleurs sénégalais et du 5e régiment d'infanterie coloniale mixte sénégalais |              |
| Vitry-le-François        | Monument aux martyrs de la Résistance victimes des atrocités nazies                                                      |              |
| Vitry-le-François        | Nécropole nationale de Vitry-le-François                                                                                 |              |

## Guerres coloniales

### Indochine
| Commune              | cimetières et monuments commémoratifs                                | illustration |
| -------------------- | -------------------------------------------------------------------- | ------------ |
| Châlons-en-Champagne | Stèle « Aux morts tombés en Indochine et dans les T.O.E. 1945-1954 » |              |

### Madagascar
| Commune | cimetières et monuments commémoratifs                              | illustration |
| ------- | ------------------------------------------------------------------ | ------------ |
| Reims   | Stèle « Aux morts tombés en 1895 à Madagascar », cimetière de Laon |              |

### Algérie-Tunisie-Maroc
| Commune              | cimetières et monuments commémoratifs                        | illustration |
| -------------------- | ------------------------------------------------------------ | ------------ |
| Châlons-en-Champagne | Monument départemental Guerre d'Algérie                      |              |
| Châlons-en-Champagne | Stèle « Aux Harkis et supplétifs morts pour la France »      |              |
| Châlons-en-Champagne | Stèle « Aux Chalonnais tombés en Afrique du Nord 1952-1962 » |              |

## Théâtres d'opérations extérieures
| Commune              | cimetières et monuments commémoratifs                              | illustration |
| -------------------- | ------------------------------------------------------------------ | ------------ |
| Châlons-en-Champagne | Stèle « Aux soldats morts pour la France en Opération extérieure » |              |